# Nook
Nook（Barnes & Noble Nook）は、Barnes & Nobleが開発した電子書籍リーダーである。初代は2009年11月30日に米国で発売された。

## 発売中のもの
2019年10月現在
- NOOK GlowLight Plus 7.8"
- NOOK GlowLight 3
- NOOK Tablet 10.1"
- NOOK Tablet 7" (16 GB)
- Samsung Galaxy Tab A NOOK 7"
- Samsung Galaxy Tab E NOOK 9.6"

## 発売が終了したもの
Nook
OSはAndroidベース。2009年10月20日に米国において発表され、同11月30日に259米ドルの値段で発売開始。6インチe Inkディスプレイと、カラー液晶タッチパネルディスプレイ（コントロールボタン表示用）を搭載。Wi-FiおよびAT&Tの3Gネットワークに対応しており、新機種（Nook WiFi）登場後は「Nook 3G」と呼ばれるようになった。カラー版（NOOK Color）の発表時に199米ドルに値下げされ、その後、製造停止となった。
Nook Wifi
2010年6月に、Wi-Fi専用の「Nook Wifi」（149米ドル）が発売になった。
Nook Simple Touch
2011年6月に発売（139米ドル、Wi-Fi専用）。
Nook Simple Touch with GlowLight
2012年4月発売。E Inkモデル。
Nook Color
2010年11月に発売（259米ドル）。LCDモデル。7インチカラー液晶タッチパネル搭載。
Nook Tablet
2011年11月17日発売。LCDモデル。
Nook HD
2012年発売。LCDモデル。
Nook HD+
2012年発売。LCDモデル。2013年6月25日に、タブレット事業の多額の損失伴い、カラー版nookの製造中止が発表された。
Nook GlowLight
2013年発売。E Inkモデル。
Samsung Galaxy Tab 4 Nook 7"
2014年発売。LCDモデル。
Samsung Galaxy Tab 4 Nook 10.1"
2014年発売。LCDモデル。
Nook GlowLight Plus
2015年発売。6インチE Inkモデル。